# Александар Миљковић (фудбалер)
Александар Миљковић (Бор, 26. фебруар 1990) је српски фудбалер. Игра на позицији десног бека.

## Каријера
Фудбалом је почео да се бави у Бору, да би 2002. године прешао у Партизан. Деби у сениорском фудбалу је имао у Партизановој филијали Телеоптику, који се тада такмичио у Српској лиги Београд. У лето 2008. се прикључио припремама Партизана код тренера Славише Јокановића, а 9. јула 2008. је потписао први професионални уговор са црно-белима.
Дебитовао је за Партизан 29. јула 2008, на гостовању Интеру из Бакуа (1:1), у другом колу квалификација за Лигу шампиона. Током првог дела сезоне 2008/09. је забележио још два наступа. На утакмици против Сампдорије у групној фази Купа УЕФА, 23. октобра 2008, је ушао на терен на полувремену уместо повређеног Стевановића, а три дана касније је забележио и свој деби у Суперлиги, када је као стартер одиграо 82. минута у поразу 1:0 од Чукаричког на Бановом брду.
За други део сезоне 2008/09. је прослеђен на позајмицу у Телеоптик. Са екипом Телеоптика је изборио пласман у Прву лигу Србије, па је у овом клубу одиграо и први део сезоне 2009/10. у прволигашком такмичењу. За други део сезоне 2009/10. је позајмљен суперлигашу Металцу из Горњег Милановца. У дресу Металца је постигао и први суперлигашки гол, 20. марта 2010, у победи над Црвеном звездом 2:1.
Лета 2010. тренер Александар Станојевић је вратио Миљковића у први тим Партизана. Миљковић је провео наредне три сезоне у Партизану, а током тог периода је освојио три узастопне титуле првака Србије. Са црно-белима је играо у групној фази Лиге шампиона 2010/11. као и у групној фази Лиге Европе 2012/13.
У јуну 2013. је потписао четворогодишњи уговор са португалском Брагом. Због повреде колена уочи почетка сезоне није одиграо ниједан меч за португалски клуб у јесењем делу сезоне. Када се опоравио конкурисао је за састав и у финишу сезоне 2013/14. је уписао девет мечева у првенству. У наредној 2014/15. сезони није одиграо ни минут за Брагу у португалском шампионату, а само два пута је истрчао на терен као члан Б тима у друголигашком такмичењу. Почетком марта 2015. је раскинуо уговор са Брагом. У јуну 2015. је након одрађене пробе потписао уговор са хрватским прволигашем Сплитом. У дресу Сплита је током сезоне 2015/16. забележио 14 првенствених наступа.
У јуну 2016. је дошао на пробу у руског премијерлигаша Амкар из Перма. Провео је две недеље на проби, након чега је 1. јула потписао двогодишњи уговор са Амкаром. За две сезоне у Амкару је одиграо 56 првенствених утакмица, а постигао је и један гол, 17. септембра 2016, на гостовању Тереку из Грозног. Напустио је Амкар након истека уговора. Након тога је неко време тренирао са Партизаном, да би 1. новембра 2018. потписао уговор са пољским прволигашем Мјеђом из Легнице. У пољском клубу је током сезоне 2018/19. наступио на 17 првенствених утакмица. Крајем августа 2019. потписује уговор са јерменским Алашкертом.
Миљковић се 3. септембра 2020. вратио у Партизан, потписавши двогодишњи уговор са клубом. По истеку уговора је напустио Партизан, након чега је у августу 2022. потписао за јерменски Пјуник.

## Трофеји

### Партизан
- Суперлига Србије (4): 2008/09, 2010/11, 2011/12, 2012/13.
- Куп Србије (2): 2008/09, 2010/11.